# Pacasmayo
Pacasmayo es una ciudad y balneario peruano capital del distrito y de la provincia  homónimos en el departamento de La Libertad. La ciudad se encuentra a la altura del km 681 de la carretera Panamericana Norte, casi en el punto medio entre las ciudades de Trujillo y Chiclayo.
Tiene un hermoso malecón y se mantiene como un pequeño balneario de bien preservadas casonas del siglo XIX, todavía habitadas por familias celosas de su identidad portuaria. Para el novelista Eduardo González Viaña "El paraíso está ubicado en el camino que va de la playa hacia el extremo sur de la bahía de Pacasmayo, exactamente a dos kilómetros y medio, cerca del faro y del barco hundido de sir Francis Drake. Por allí caminaba yo al lado de mi padre…".
La ciudad tenía una población estimada de 27 514 hab. en 2015.  De acuerdo al Censo de Población y Vivienda del año 2007, el distrito de Pacasmayo tenía una población de 26,118 habitantes, de los cuales 12,762 eran hombres y 13,356 eran mujeres. Según las proyecciones hechas por el Minsa para el año 2016, la población del distrito sería de 27,770 habitantes, de los cuales 13,726 son hombres y 14,044 son mujeres.

## Toponimia
Una teoría propone que el nombre «Pacasmayo» proviene de los vocablos quechuas paccasca, 'escondido' y mayu, 'río', por lo que significaría "río escondido". Otra, por el contrario, propone un origen preincaico que provendría del nombre del general conquistador del valle de Pacasmayo, Pakatnamu o "padre de todos".

## Historia

### Prehistoria
El área donde se ubica la actual Pacasmayo fue habitada desde hace más de 10 mil años por grupos humanos que recolectaban alimento del mar. Las playas de El Lorito, El Techito y Peña Larga fueron fuente de alimentación desde tiempos inmemoriales. A esto se sumaban los bosques de algarrobo en los montes áridos cercanos al río Jequetepeque que ofrecían leña, algarroba y diversas especies de animales.
Pacasmayo forma parte del territorio que hace doce mil años pobló el hombre de Paiján, que vivía en campamentos, repartiéndose las tareas de manera tradicional. Con el descubrimiento de la agricultura entre los años 6000 y 1800 a. C. se empezó a experimentar y lograr progresivamente la domesticación de diferentes especies vegetales. Lo mismo hizo con algunos animales. Con la creciente disponibilidad de comida creció también la población, que dejó de movilizarse y se asentó cerca de las fuentes de agua.

### Primeras civilizaciones
La sedentarización permitió el desarrollo de la arquitectura. Se construyeron grandes templos que dieron paso a los centros ceremoniales. A partir del año 1800 a. C. se desarrolló la cerámica. Los primeros objetos fueron probablemente utensilios de cocina. Luego se hicieron primorosas vasijas que servían como símbolos de estatus y como medios para retratar a las divinidades, como el felino. Fue en ese periodo que se desarrolló la cultura Cupisnique.

### Reinos Mochica y Lambayeque
A inicios de nuestra era, aparecieron los mochicas, quienes fundaron una ciudad enorme en la margen derecha del río Jequetepeque compuesta por residencias monumentales y huacas. Desde dicha ciudad, dominaron los diferentes pueblos de pescadores y campesinos que se asentaron en sus cercanías. Construyeron canales de regadío y lograron convertir en campos de cultivo gran parte del valle. Luego, probablemente desde el año 900 d.c, los lambayeque ocuparon la ciudad durante cuatro siglos, hasta que fueron conquistados por los chimúes  aproximadamente. 

### Reino Chimú
Alrededor del año 1300 d. C. la ciudad fue conquistada por los chimús y llamada desde entonces Pakatnamu. Esta palabra de la lengua quingnam, que se hablara desde Jequetepeque hasta Carabayllo, era el nombre de un mítico capitán chimú que conquistó estas tierras. Era también Pakatnamu el nombre del valle que, a decir del padre Antonio de la Calancha, un cronista criollo del siglo XVII, se habría corrompido hasta convertirse en Pacasmayo.

### Conquista inca
Alrededor del año 1470, el príncipe Túpac Yupanqui, por encargo de su padre Pachacútec, invadió el reino Chimú. Años más tarde, durante el gobierno de Huayna Cápac, hubo una rebelión de los chimúes que incluyó al señor de Pakatnamu. Los incas derrotaron a los rebeldes y quemaron la ciudad.

### Conquista española
Pero apenas pasaron unas décadas y, en 1532, un nuevo grupo de invasores apareció en el escenario: las tropas castellanas. Y tras la cruenta conquista del Imperio inca se dio inicio a la Colonia. Una vez fundadas las primeras ciudades, los españoles hicieron los repartimientos de indios o encomiendas. El río Jequetepeque sirvió para dividir el valle de Pacasmayo en dos encomiendas. La del Sur, en donde se ubica el actual distrito de Pacasmayo, pasó a ser la encomienda de Jequetepeque-Lloco, y fue asignada al capitán don Pedro Gonzáles de Ayala. Tras la muerte del capitán en 1585, la encomienda pasó a ser administrada por la Corona Española. En 1572 se crearon las reducciones o pueblos de indígenas en el valle. En la margen Sur, los indígenas fueron agrupados o reducidos en los pueblos de Jequetepeque y San Pedro de Lloc. 

### Fundación española
La historia propia del puerto de Pacasmayo empieza en el año 1785, cuando el virrey Teodoro de Croix ordenó su fundación. En esos tiempos, en Lambayeque se elaboraban seis mil fardos de tabaco al año para su consumo en el reino de Chile. La ruta implicaba llevarlos por tierra desde Lambayeque hasta el Callao para luego zarpar a Valparaíso y La Concepción. La demora en el trayecto por tierra, implicaba que la mayoría de los arrieros se ocuparan de su traslado, con perjuicio del acarreo y comercio de otros productos. La creación del puerto de Pacasmayo evitaría con creces este problema, haciendo ahorrar a la Corona tiempo y dinero. El gobierno de Croix contrató al naviero vasco Juan Miguel de Castañeda para que se encargara de llevar el tabaco directamente desde Pacasmayo hasta Lima y luego a Chile. En estos tiempos, Pacasmayo pertenecía al partido de Saña. Con la consolidación de la producción de azúcar y el inicio de la producción de arroz en los valles lambayecanos y trujillanos, los puertos de Pacasmayo y Huanchaco fueron utilizados para el transporte de dichos productos a Guayaquil, Chile y Panamá. 

### Tras la independencia
En 1825, Pacasmayo fue declarado distrito por mandato de Simón Bolívar, junto a los centros poblados de San Pedro de Lloc, Jequetepeque, San José, Guadalupe, Pueblo Nuevo y Chepén. En 1835, estos distritos fueron anexados a la provincia de Chiclayo, en el departamento de Lambayeque. En 1864 se creó la provincia de Pacasmayo, siendo su capital la ciudad de San Pedro de Lloc, anexándose al departamento de La Libertad.
En el año 1872 se iniciaron las obras para la construcción del muelle; desde ese momento, Pacasmayo alcanzó la categoría de puerto mayor. Ese mismo año, se empezó la construcción del ferrocarril Pacasmayo-Cajamarca. Durante la guerra del Pacífico, en 1880, las tropas chilenas invadieron Pacasmayo, destruyendo parte del puerto y la ciudad, saqueando casas y negocios, e incendiando los ingenios azucareros de las poblaciones cercanas. El muelle y el ferrocarril se salvaron de ser desmantelados gracias al rescate que pagaron Benjamin Kauffman y unos vecinos notables de Pacasmayo.
“Detrás de un gran puerto hay una gran ciudad”. Eso se decía en Pacasmayo a propósito de la bonanza generada por la presencia del ferrocarril y el muelle. Pacasmayo fue por poco más de un siglo, la casa comercial de todo el valle del Jequetepeque. Diariamente llegaban al puerto barcos de diferentes partes del mundo para traer y llevar productos y personas. Algunas de esas personas fueron inmigrantes que venían a trabajar en el ferrocarril y el muelle o a dirigir agencias importadoras y exportadoras, o a asentarse como latifundistas. La playa eventualmente visitada en el verano se convirtió en la residencia permanente de estas personas que construyeron sus casas en el malecón y alrededores, dándole a la arquitectura local un toque particular.

### SigloXX
Entre los años 1932 y 1937, los pacasmayinos hicieron gestiones para convertirse en provincia litoral e incorporarse al departamento de Cajamarca, pero las autoridades trujillanas se opusieron tenazmente. La idea era evitar a toda costa que Pacasmayo se convierta en competencia del puerto de Salaverry, el cual los mismos trujillanos reconocían como inferior al pacasmayino.
En el año 1952, durante el gobierno del general Manuel Odría, se ordenó la construcción de un terminal marítimo de gran capacidad en Pacasmayo lo cual generó la alegría de los pacasmayinos y las protestas de los trujillanos. Se inició una discusión que pasó de los medios de comunicación escrita a la cámara de senadores. El peso político de los trujillanos inclinó la balanza y se decidió construir el terminal marítimo en el puerto de Salaverry. Paulatinamente, el frenesí de la actividad comercial del puerto de Pacasmayo se detuvo.
En el año 1984, el Club Deportivo Los Espartanos participó en la Copa Perú, proclamándose campeón luego de participar en la finalísima donde se enfrentó a clubes de Cañete, Lima, Tacna, Abancay y Sullana. Este club, fundado en el año 1924, ganó todos sus partidos, y con esto, el derecho a participar en el fútbol profesional. Al año siguiente, el Estadio Municipal de Pacasmayo se convirtió en uno de los escenarios del campeonato profesional de fútbol. Gracias a la contratación de jugadores profesionales destacados como Roberto Arrelucea, Carlos Carbonell, Ramón Anchisi y el mítico Hugo Sotil, Los Espartanos cumplieron una muy decorosa actuación en la primera división peruana, llegando a quedar terceros en la liguilla final. En el año 1986, “La furia roja” como tradicionalmente se le conoce al equipo de Los Espartanos, quedó eliminada del campeonato profesional de fútbol, al cual no ha podido volver desde entonces.
Pacasmayo ha dejado en el pasado sus tiempos de puerto comercial. Las mismas olas y el viento que ha ido golpeando y llevándose progresivamente al muelle han traído una oleada creciente de turistas nacionales y extranjeros amantes de los deportes náuticos. Pacasmayo ha cambiado el título de "Puerto mayor del Perú" por el de "Capital de los deportes náuticos". Pero también ha dejado el bullicio inherente a la actividad portuaria y ferroviaria para convertirse en un tranquilo y pintoresco puerto artesanal que se percibe como perdido en el tiempo.

## Economía

### Industria
La producción de cemento en Pacasmayo se inició en el año 1949 con la fundación de la empresa de capital privado Cementos Pacasmayo. En la actualidad, Cementos Pacasmayo es una empresa emblema del norte peruano. Se encarga de la extracción, producción y comercialización de cemento, sus derivados y cal. Cuenta con tres plantas cementeras. Además de la planta original de Pacasmayo, existen otras dos en Rioja y en Piura, esta última inaugurada en el 2015. Es sus primeras décadas de operación, la capacidad de producción apenas sobrepasaba las cien mil toneladas métricas anuales las cuales servían para cubrir la demanda del norte del país. En los últimos diez años ha producido entre tres y cinco millones de toneladas métricas de cemento anuales. Es la segunda mayor productora de cemento del Perú, por debajo de Unacem, que es la empresa resultante de la unión de Cementos Lima y Cemento Andino. Qué duda cabe que su presencia contribuye a dinamizar la economía del distrito de Pacasmayo.

### Pesca
La pesca en Pacasmayo es de tipo artesanal, sea en lancha o de orilla, de dedicación exclusivamente masculina. Se realiza durante todo el año y la producción es mayoritariamente para consumo externo, en los mercados de Cajamarca, Chepén y Trujillo, principalmente. El consumo interno se da a través del Mercado Central de Pacasmayo. Entre los peces, las especies comerciales con mayores desembarques promedios anuales son: suco, chita lisa, lorna, cachema, tollo blanco, lenguado y bonito. Igualmente, se realiza la recolección de algas a lo largo de toda la bahía pacasmayina, actividad a la que se dedican exclusivamente las mujeres quienes se sumergen en trajes de buzo térmico para recoger a mano, sin mayor equipamiento, tanto mococho o cochayuyo para la alimentación, como alga pelo para uso industrial. Esta es una actividad estacional que se practica entre los meses de marzo y octubre.

### Turismo
Pacasmayo se está convirtiendo en un polo de competitividad e innovación turística y la actividad económica del turismo es una herramienta de desarrollo económico, social y ambiental, y se posiciona como una alternativa real de progreso porque el turismo es la actividad económica transversal que más y mejores beneficios trae para todos. Pacasmayo es también el único destino de la costa norte donde se presenta la oportunidad de conocer el trabajo artesanal de los talladores de piedra marmolina, también conocida como piedra jabón. La materia prima es traída de San Pablo y de Otuzco En la actualidad existen más de 60 talleres artesanales y alrededor de 200 familias que se sustentan con los ingresos producto de esta actividad. El principal mercado está en el extranjero. A nivel nacional sus principales compradores se ubican en Cuzco y Cajamarca. A nivel local, el mercado es mínimo, y se reduce al expendio de sus trabajos en el malecón Grau. 

## Patrimonio

### Arquitectónico
- El Malecón Grau construido a inicios del siglo XX, inicialmente de madera; ahora cuenta por pérgolas, bancas de hierro, jardineras y piso de bloques de concreto con una trama a lo largo de la parte central con una forma de cuadrados de colores rojo y gris.

- El Muelle de Pacasmayo, construido entre 1870 y 1874 utilizando el sistema de construcción portuaria con pilotes helicoidales Mitchell-Wharf Framework Screwpile Mitchell, su estructura metálica cuenta con durmientes de madera de pino rígido y barandal a ambos lados del puente sobre pilotes de hierro con hélice característico de este sistema de construcción portuaria. Con una longitud inicial de 773 m; fue afectado por diversos oleajes anómalos en los años de 1918, 1924 y 2015 que provocaron el colapso de parte de su estructura; en la actualidad mide 424 m.

- La Antigua Estación del Ferrocarril sede central del ferrocarril Pacasmayo-Chilete; construido en 1871 por Ernesto Malinowsky quien trabajaba para Henry Meiggs. El inmueble es un monumento histórico, patrimonio monumental de la nación. Su arquitectura es simétrica, se ingresa por un portón de madera de dos hojas de arco de media punta y decorado con paños cuadrados y rectangulares.

- Las Casonas Republicanas de la ciudad entre las que se pueden mencionar como las más conservadas a la casa Conroy, casa Club Pacasmayo (antigua casa de Manuel Francisco Herrera - tutor del héroe Miguel Grau), casa hotel Pakatnamú, casa Domínguez y casa Gutiérrez se caracterizan porque buscan la simetría, son de estructura de fina madera de pino oregón de estilo simple, similar a la arquitectura europea de inicios del siglo XX y que con el paso del tiempo han atrapado en su interior los silencios y el aroma de la historia de la ciudad. Cuenta la historia que el héroe naval Miguel Grau Seminario se hospedó en la casa del Capitán Herrera quien era su tutor y por quien guardaba especial gratitud por haberle iniciado siendo muy niño en su amor por el mar.

- El Mirador del Cristo Resucitado desde donde se puede disfrutar de una vista panorámica de la bahía de aprox. 5.5 km de extensión, y de las puestas de sol más hermosas del planeta y el Paseo de la Paz se constituye en la puerta de entrada a Pacasmayo y muestra alegorías inspiradas en la paz lograda entre el Perú y el Ecuador.

### Natural
- La playa El Faro se ha convertido en el principal atractivo para quienes buscan practicar deportes en el mar; cada año crece el número de visitantes que arriban a Pacasmayo para disfrutar de la rompiente el Faro llamada la "Ola navegable más larga del mundo"; y promueve el crecimiento de microempresas especializadas en la prestación de servicios turísticos.

## Clima
| Parámetros climáticos promedio de Pacasmayo | Parámetros climáticos promedio de Pacasmayo | Parámetros climáticos promedio de Pacasmayo | Parámetros climáticos promedio de Pacasmayo | Parámetros climáticos promedio de Pacasmayo | Parámetros climáticos promedio de Pacasmayo | Parámetros climáticos promedio de Pacasmayo | Parámetros climáticos promedio de Pacasmayo | Parámetros climáticos promedio de Pacasmayo | Parámetros climáticos promedio de Pacasmayo | Parámetros climáticos promedio de Pacasmayo | Parámetros climáticos promedio de Pacasmayo | Parámetros climáticos promedio de Pacasmayo | Parámetros climáticos promedio de Pacasmayo |
| Mes                                         | Ene.                                        | Feb.                                        | Mar.                                        | Abr.                                        | May.                                        | Jun.                                        | Jul.                                        | Ago.                                        | Sep.                                        | Oct.                                        | Nov.                                        | Dic.                                        | Anual                                       |
| ------------------------------------------- | ------------------------------------------- | ------------------------------------------- | ------------------------------------------- | ------------------------------------------- | ------------------------------------------- | ------------------------------------------- | ------------------------------------------- | ------------------------------------------- | ------------------------------------------- | ------------------------------------------- | ------------------------------------------- | ------------------------------------------- | ------------------------------------------- |
| Temp. máx. media (°C)                       | 29.7                                        | 30.4                                        | 30.5                                        | 29.2                                        | 27.3                                        | 25.4                                        | 24.4                                        | 24.6                                        | 24.4                                        | 25.1                                        | 26.1                                        | 28.1                                        | 27.1                                        |
| Temp. media (°C)                            | 24.1                                        | 24.8                                        | 25.1                                        | 23.6                                        | 22                                          | 20.5                                        | 19.5                                        | 19.7                                        | 19.5                                        | 19.8                                        | 20.6                                        | 22.2                                        | 21.8                                        |
| Temp. mín. media (°C)                       | 18.5                                        | 19.3                                        | 19.7                                        | 18.1                                        | 16.7                                        | 15.6                                        | 14.6                                        | 14.8                                        | 14.7                                        | 14.6                                        | 15.2                                        | 16.4                                        | 16.5                                        |
| Fuente: climate-data.org                    |                                             |                                             |                                             |                                             |                                             |                                             |                                             |                                             |                                             |                                             |                                             |                                             |                                             |

## Deportes

### Fútbol
Entre los años 1985 y 1986 Pacasmayo participaba en Campeonato de Fútbol Nacional con el equipo Club Deportivo Los Espartanos, de la mano de su entrenador y jugador más representativo Hugo Sotil, además de otros conocidos como Ramón Anchisi, Cano, Quispe, Arrelucea, Carbonell, Morales, Castro, Serrano, Cerna, Salomón Paredes.
El otro club local, Sport Chavelines Juniors, forma parte de la Copa Perú. Sus partidos de local los disputa en el Estadio Municipal cuyo aforo es de 7000 espectadores.

### Deportes acuáticos
Desde finales del siglo XX, la rompiente El Faro, denominada la "Ola navegable más larga del mundo" ha ganado protagonismo entre los amantes de los deportes náuticos; allí se pueden practicar surf, windsurf, kitesurf, stand up puddle lo que ha promovido el crecimiento de los visitantes extranjeros que arriban de diversas partes del mundo para disfrutar de esta ola. Actualmente Pacasmayo viene siendo de manera reiterada sede preferida para los deportes acuáticos por sus bellas y casi perfectas olas, así como la intensidad del viento que las hace más particulares. Las condiciones de las olas en la playa El Faro son de un oleaje de 5-7 pies en la superficie de la ola. Las olas más grandes del sudoeste ofrecen la navegación de más de 1 km sobre la ola. El viento tiende a soplar todo el año predominantemente desde el sur, ofreciendo 12-20 nudos por la tarde, hasta el anochecer. La temperatura del agua es típicamente de alrededor de 14 °C.

### Atletismo
El primer domingo de julio de cada año se celebra el evento Maratón de Pacasmayo, que busca no solamente fomentar la práctica del deporte, sino también y principalmente promover a Pacasmayo como destino turístico y difundir la artesanía en piedra con identidad local. La Maratón de Pacasmayo se creó en el año 2008 para demostrar que Pacasmayo es mucho más que una playa con olas de clase mundial. El evento ofrece cuatro distancias para correr: Maratón de 42 km, Medio Maratón de 21 km, carrera de 10 km y carrera de 5 km; al llegar a la meta, los corredores de cada una de las cuatro carreras reciben una medalla de piedra hecho a mano por los artesanos de Pacasmayo. Los trofeos a los ganadores son piezas únicas de artesanía en piedra hechos a mano por los artesanos de Pacasmayo. La ruta del maratón incluye además la campiña de Jequetepeque, un apacible y pintoresco pueblo cerca de Pacasmayo. Finalmente los participantes que viajan hasta Pacasmayo para correr; aprovechan la oportunidad  de probar su exquisita gastronomía en donde reinan los sabores de los pescados y mariscos. 
Actualmente el equipo de fútbol Sport Chavelines juega en la Liga 2.

## Personas destacadas
Muchos personajes iniciaron al desarrollo de Pacasmayo, entre los cuales destacan:
- Gonzalo Ugás Salcedo: Popularmente conocido como “el gringo Ugás”, nació en la vecina San Pedro de Lloc, un 15 de diciembre de 1907. Siendo desde joven un trabajor y emprendedor dedicado, con el tiempo los esfuerzos dieron sus frutos y se convirtió en un exitoso empresario.

Su evidente habilidad empresarial, sumada a su don de gente, su natural campechanía y su predisposición para ayudar, fueron rasgos de su personalidad que no pasaron inadvertidos por los pacasmayinos. Cuenta la historia registrada en el periódico La Unión que la gente se juntó en masa para ir a solicitarle se postule a la alcaldía del distrito, pedido que, emocionado, aceptó. De más está decir que ganó las elecciones en el año 1962, siendo reelecto en el año 1967. Don Gonzálo Ugás ha pasado a la historia como uno de los personajes representativos de Pacasmayo. Un ejemplo de vecino - querido, respetado y admirado -, un filántropo y uno de los mejores alcaldes de la historia del distrito.
- Octavio Polo Briceño: o don Polito, como cariñosamente se le conocía, nació el 9 de julio de 1928 en Cauday, capital del distrito de Condebamba, en la provincia de Cajabamba, en el departamento de Cajamarca. De la sierra cajamarquina migró a la costeña y solariega ciudad de Trujillo. Allí conocería a su futura esposa, la estadounidense Grace Wood, con quien contrajo matrimonio en 1959. Ese mismo año, la feliz pareja se trasladó a Pacasmayo donde fundaron la Iglesia Evangélica Bautista.

Era don Polito lector incansable e investigador nato. Junto a su esposa, quien compartía con él un amor excelso por los libros, compraron obra tras obra. Y con el correr del tiempo, crearon una biblioteca que fue en su tiempo la más completa de Pacasmayo: la biblioteca Bautista, cuya sede se encontraba en una vieja casa de inicios del siglo XX, que servía también de vivienda de la familia Polo Wood y de templo.
El insaciable deseo de lectura y de investigación, sumados al permanente contacto con su comunidad producto de su talante y de su labor pastoril, le permitieron conocer y recoger la riquísima tradición oral pacasmayina. Y así nació su obra literaria más importante: Estampas Pacasmayinas, escritas con un estilo sencillo y a la vez jocoso. Leerlo hoy en día significa trasladarnos al Pacasmayo anterior a 1973, al de personajes pintorescos, fiestas religiosas, costumbres arraigadas, anécdotas, leyendas e historias supersticiosas. Todas estas estampas fueron recopiladas pacientemente e impresas en un corto pero valioso tiraje de 100 ejemplares impresos en mimeógrafo. No generó en don Polito ninguna satisfacción económica, más si el del deber cumplido, consciente que la tradición oral de un pueblo es componente importante de su identidad. Son también obras importantes de Octavio Polo Briceño, “Pacasmayo”, publicado en seis tomos, y “Pacasmayo Histórico”. Murió en el año 2005, pero los pacasmayinos no esperaron a su muerte para rendirle reconocimiento. En el año 1996, la Municipalidad Distrital de Pacasmayo construyó el local de la biblioteca municipal, la cual lleva el nombre de Octavio Polo Briceño, en reconocimiento a quien es, sin duda alguna, el guardián de la tradición oral de Pacasmayo. 
- Benjamin Kauffmann: Don Benjamin Harrison Kauffman nació en la localidad de Wooster, en el estado de Ohio, Estados Unidos de América, un 9 de septiembre de 1840. Participó en la guerra de Secesión o guerra civil estadounidense. Viajó a Lima donde se casó con Julia Rosario Dartnell, una limeña de padre neerlandés y madre inglesa. Tuvieron seis hijos: Rudolph, Emma, Miriam, Benjamin, Julia y Louisa, todos ellos nacidos entre 1873 y 1886. Antes de 1870, se mudó a Pacasmayo con su esposa, y fundó una empresa, Kauffman & Co., que fue agente de la compañía naviera inglesa Pacific Steam Navigation Company, también conocida como Compañía Inglesa de Vapores. También fue agente de la compañía cervecera Backus y Johnston, fundada en 1879.Informe del Ing. Ladislao Folskierski[3]

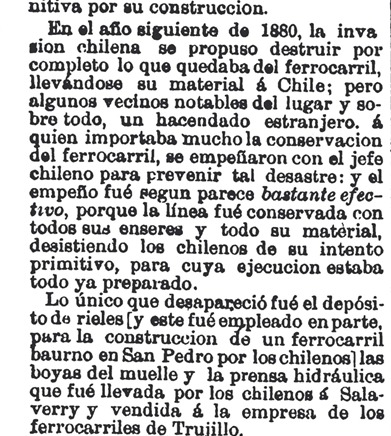
Informe del Ing. Ladislao Folskierski

Además de un próspero empresario portuario, se dedicó a la producción agrícola, siendo dueño de la hacienda Faclo Grande. Fue cónsul de los Estados Unidos en Pacasmayo, y alcalde de este puerto en el periodo comprendido entre 1877 y 1879. En octubre de 1880, durante la guerra del Pacífico, las tropas Chilenas al mando de Patricio Lynch desembarcaron en el puerto de Pacasmayo, con la intención, entre otras cosas, de desmantelar el muelle y el ferrocarril para llevarse las locomotoras, los vagones, la madera y el metal a Chile. Para impedir esto, “mister Harry”, como cariñosamente lo llamaban los pacasmayinos, y un pequeño grupo de vecinos notables cuyos nombres han caído en el anonimato, juntaron dinero y pagaron un cupo de guerra a los chilenos. Kauffman dio la mayor parte del dinero. Así mismo, Kauffman dio refugio en su casa a mujeres y niños e izó la bandera de los Estados Unidos para impedir el atropello y la barbarie que la enardecida soldadesca chilena aplicaba en sus asaltos a los pueblos peruanos que iba tomando durante su invasión.
La casa de Benjamin Kauffman se encontraba apenas a unos metros del muelle. Un viajero estadounidense lo visitó en el año 1890 y describe la propiedad como una casa grande y aireada, cerca de la playa, con galería de madera desde donde se tenía una espléndida vista del oleaje y del cielo. 
Don Benjamin Harrison Kauffman murió un 15 de enero de 1915 a la edad de 75 años, sabiéndose querido y respetado por el pueblo del que fue su defensor y vecino, por más de cuarenta años.
- Esperanza Silva de Cancino: Fue la fundadora del Jardín de Niños n.º 178. Nació el 21 de octubre de 1922, se desempeñó como Directora del Jardín de Niños n.º 178 de Pacasmayo desde marzo de 1945 hasta julio de 1983. Estudió primaria y secundaria en el colegio Santa Rosa de Trujillo de 1929 a 1940, Profesora Normalista Urbana de la Universidad Nacional de Trujillo (1944) con título pedagógico n.º 28738, con especialización en educación infantil en el Instituto Nacional de especialización en educación Infantil de Lima 1962-1963. Destacada y comprometida profesora de nivel inicial de muchas generaciones de pacasmayinos, siempre comprometida con dedicación abnegada y sacrificada durante 38 años en los que demostró dinamismo y entrega espiritual; maestra que a diario confundida con sus niños ha vivido con ellos sus inquietudes, alegrías y tristezas y que ha moldeado con el cincel de la sabiduría, paciencia y perseverancia la mente del educando para transformarlo en hombres y mujeres útiles a la sociedad. Reconocida por la comunidad por su capacidad, vocación,  Falleció el 13 de julio de 2013 a la edad de 90 años.

- Carlos Arbaiza Sthromeier
- Enrique Valenzuela Valera
- Octavio Mongrut Giraldo
- Rodolfo Arroyo Chayguaque
- Consuelo Solano de Villón
- Valdemar Ahumada Urbina
- Roberto Niceto Luna
- Juan "Chueco” Barrantes

## Símbolos

### Himno a Pacasmayo
LETRA: Efrén Gamarra Soles.
MÚSICA: Carlos Paredes Abad.
CORO
La leyenda perdida en los tiempos,
te da origen mochica y chimú
como el pueblo de dos cabelleras,
en las tierras de Pakatnamú. (bis)
ESTROFAS
Tu distrito comenzó en la mano
de Bolívar, gran libertador,
decretando así tu nacimiento,
esperanza de un nuevo albor.
Pacasmayo, relieve acerado,
accidentes de profundidad,
donde el sol se funde con el cielo,
y atardeces en tranquilidad (bis).
Las arenas de cantos rodados,
acrisolan la fuerza y vigor,
de tus hombres, hermanos unidos,
que trabajan tus campos de amor.
Tus mujeres evocan tus sueños,
a la cálida brisa del mar,
e iluminan con garbo y donaire,
tus orillas, ¡mi tierra natal! (bis).
Avancemos de frente al futuro,
bahía alba de fulgor sin par,
que en un bote de sal lograremos,
pescar juntos la felicidad.
Nuestra causa será engrandecerte,
cual emblema de modernidad,
puerto hermoso, terruño querido,
bella estela de gloria y de paz (bis).

## Galería

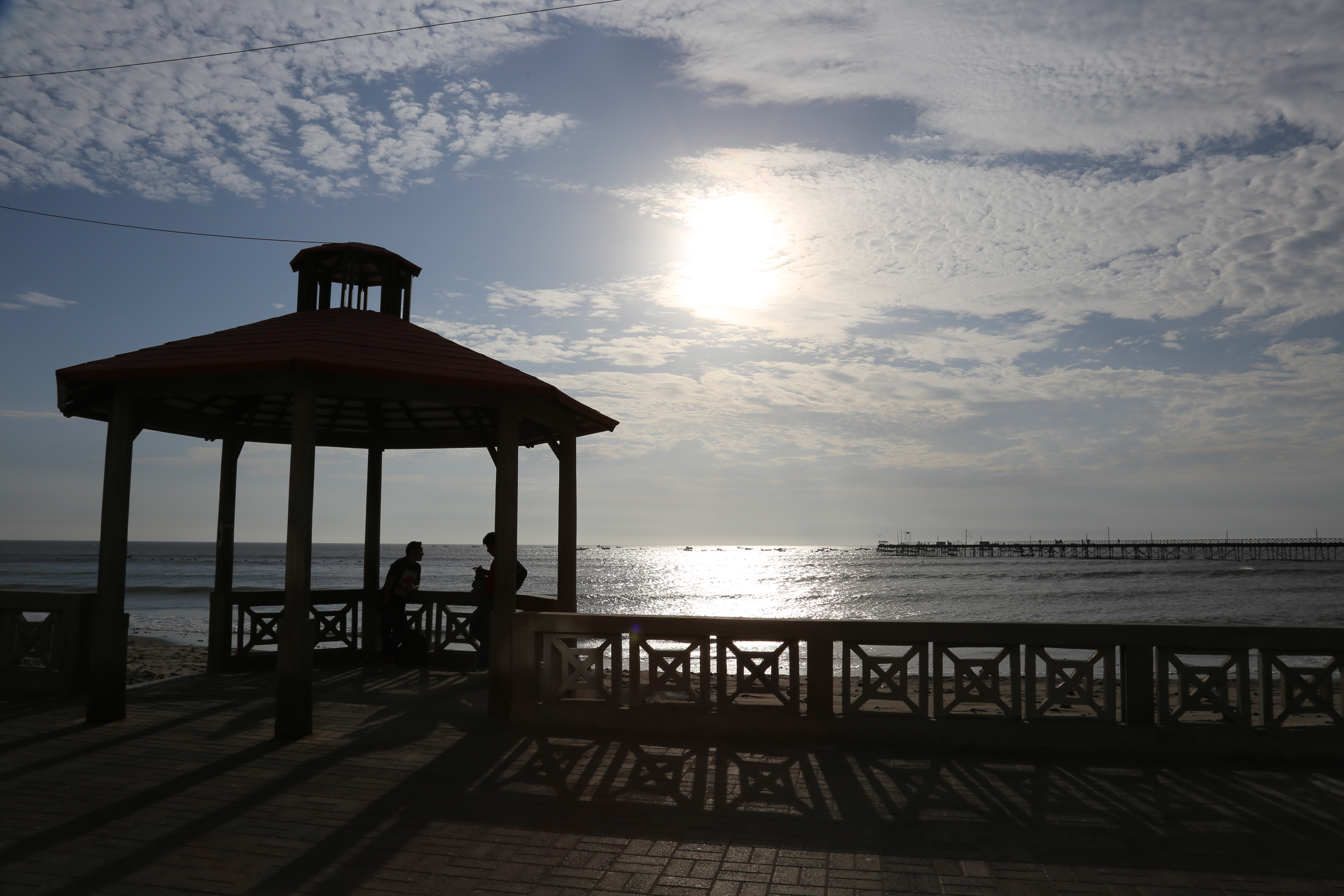
Glorieta en malecón Pacasmayo
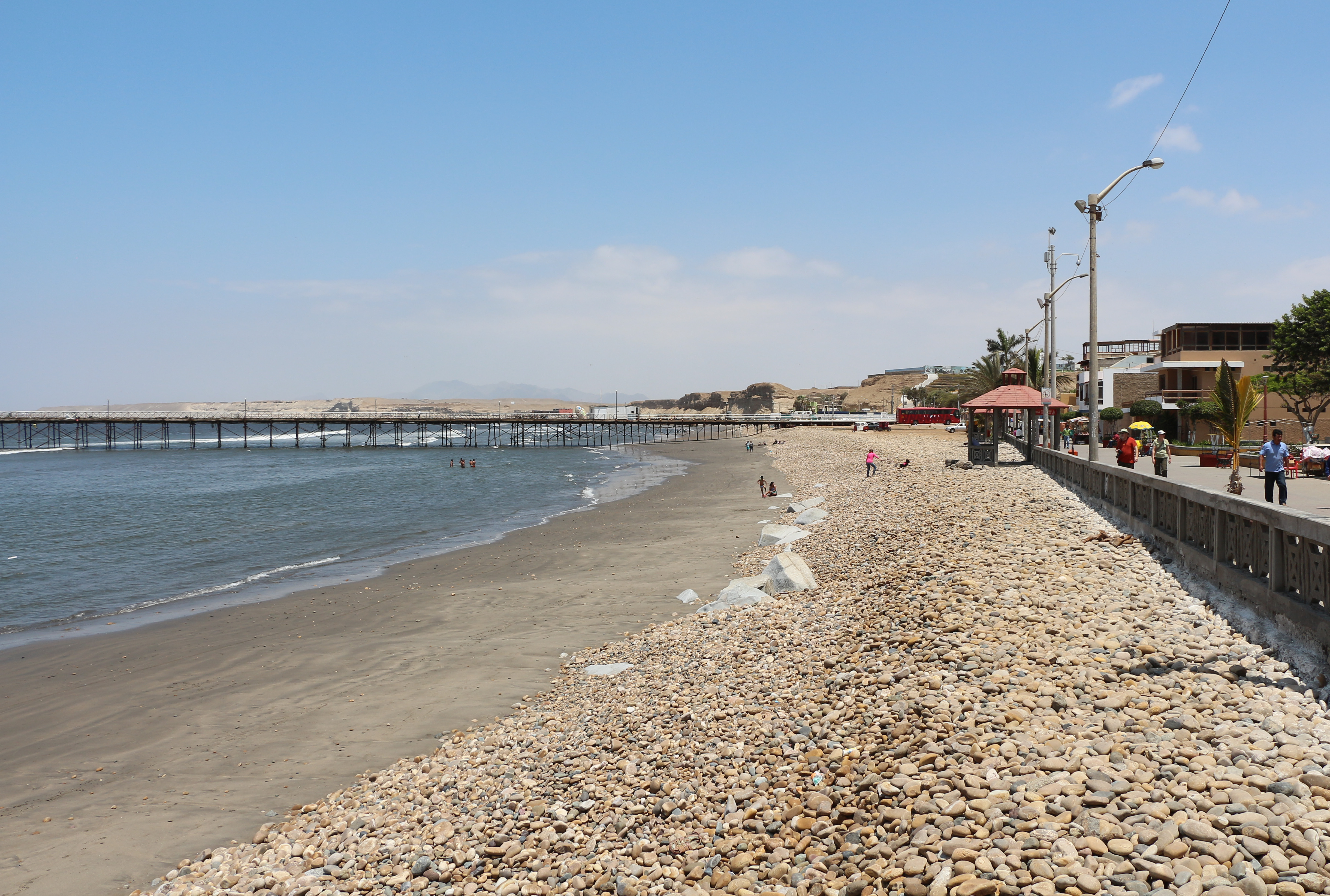
Playa Pacasmayo
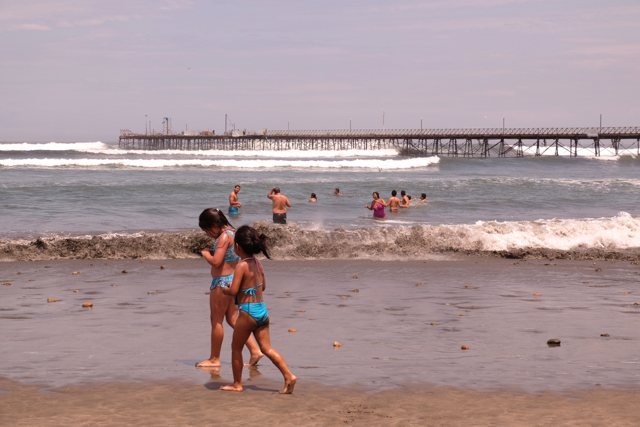
Playa y muelle de Pacasmayo
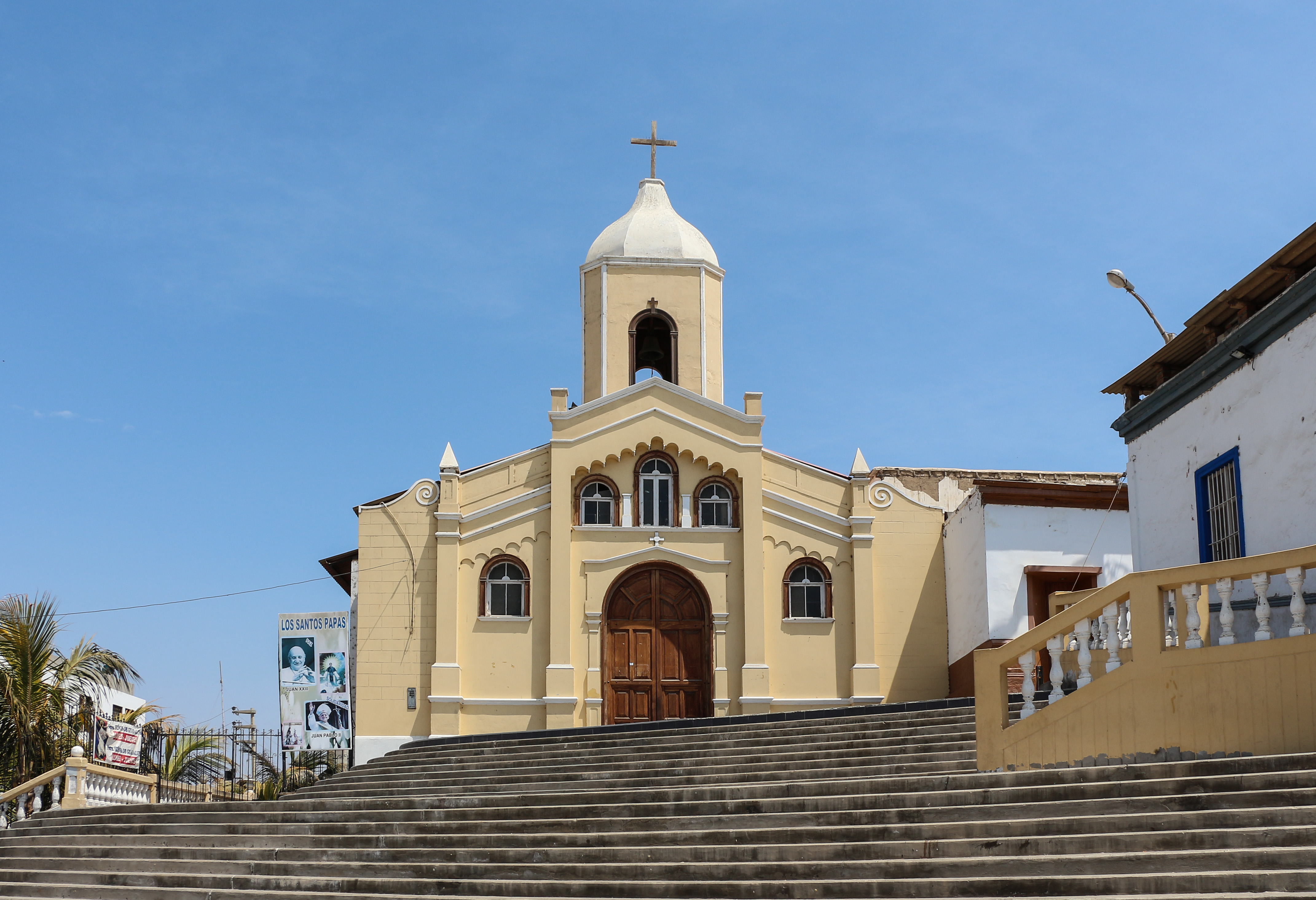
Iglesia de Pacasmayo
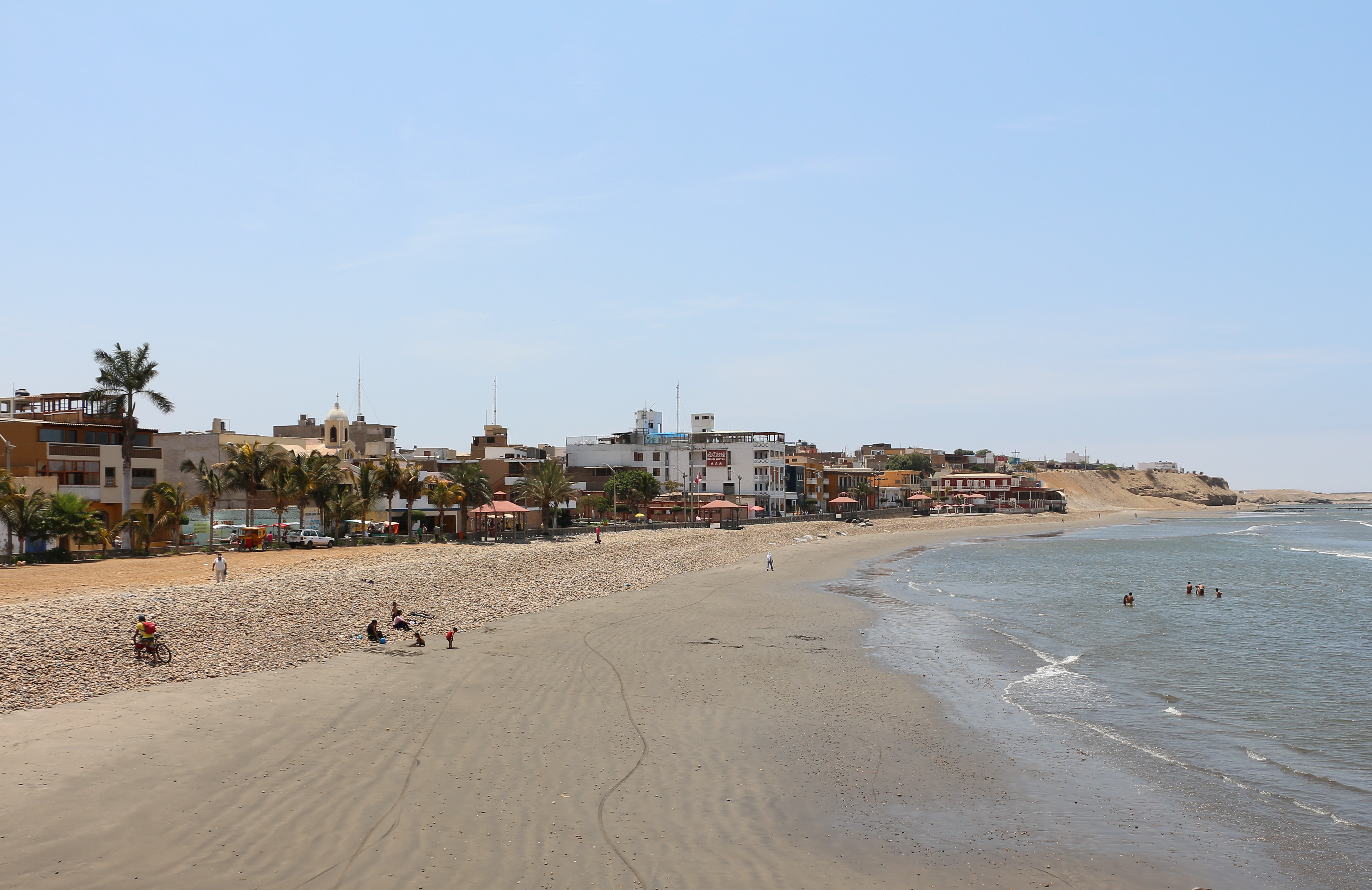
Playa Pacasmayo
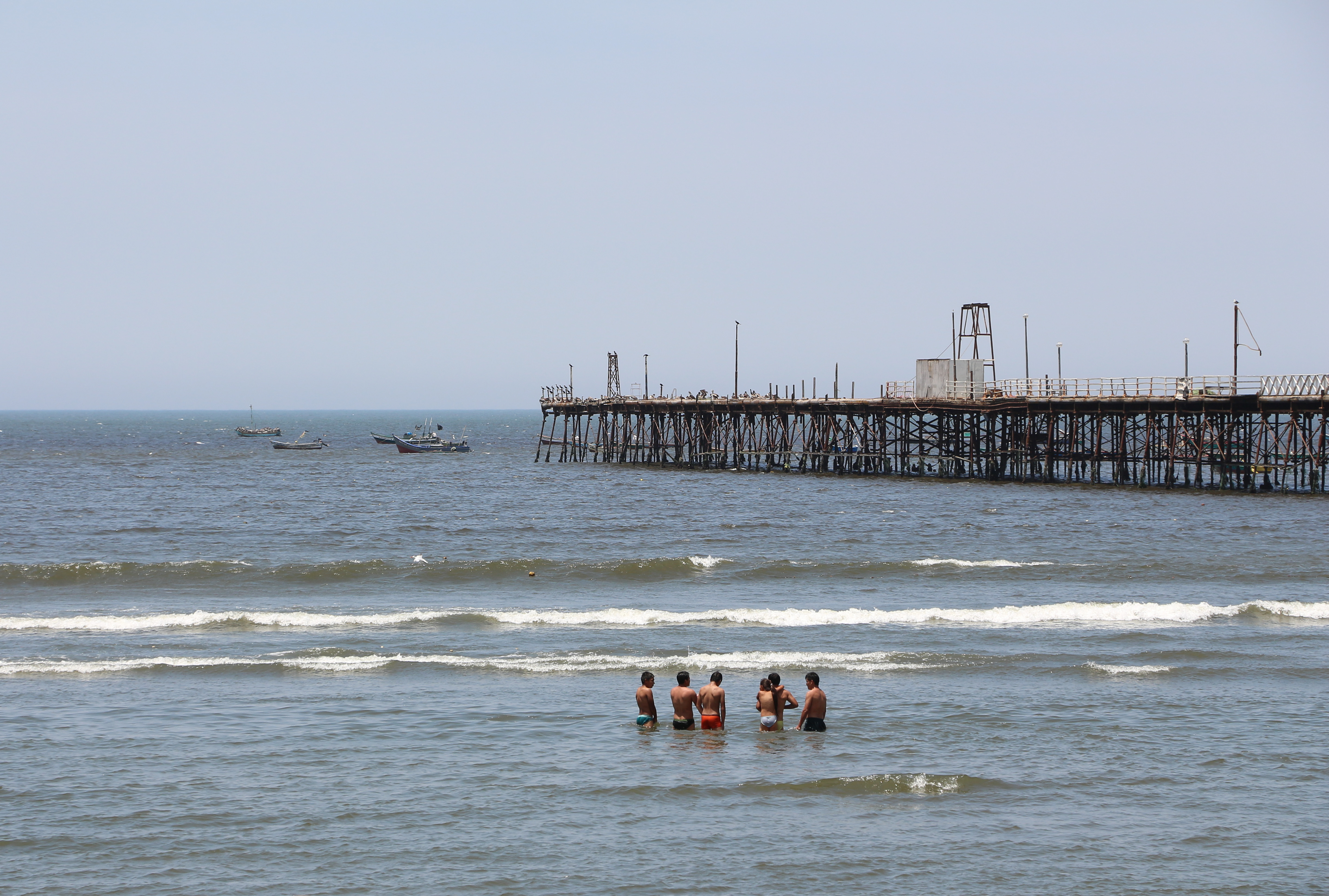
Muelle de Pacasmayo
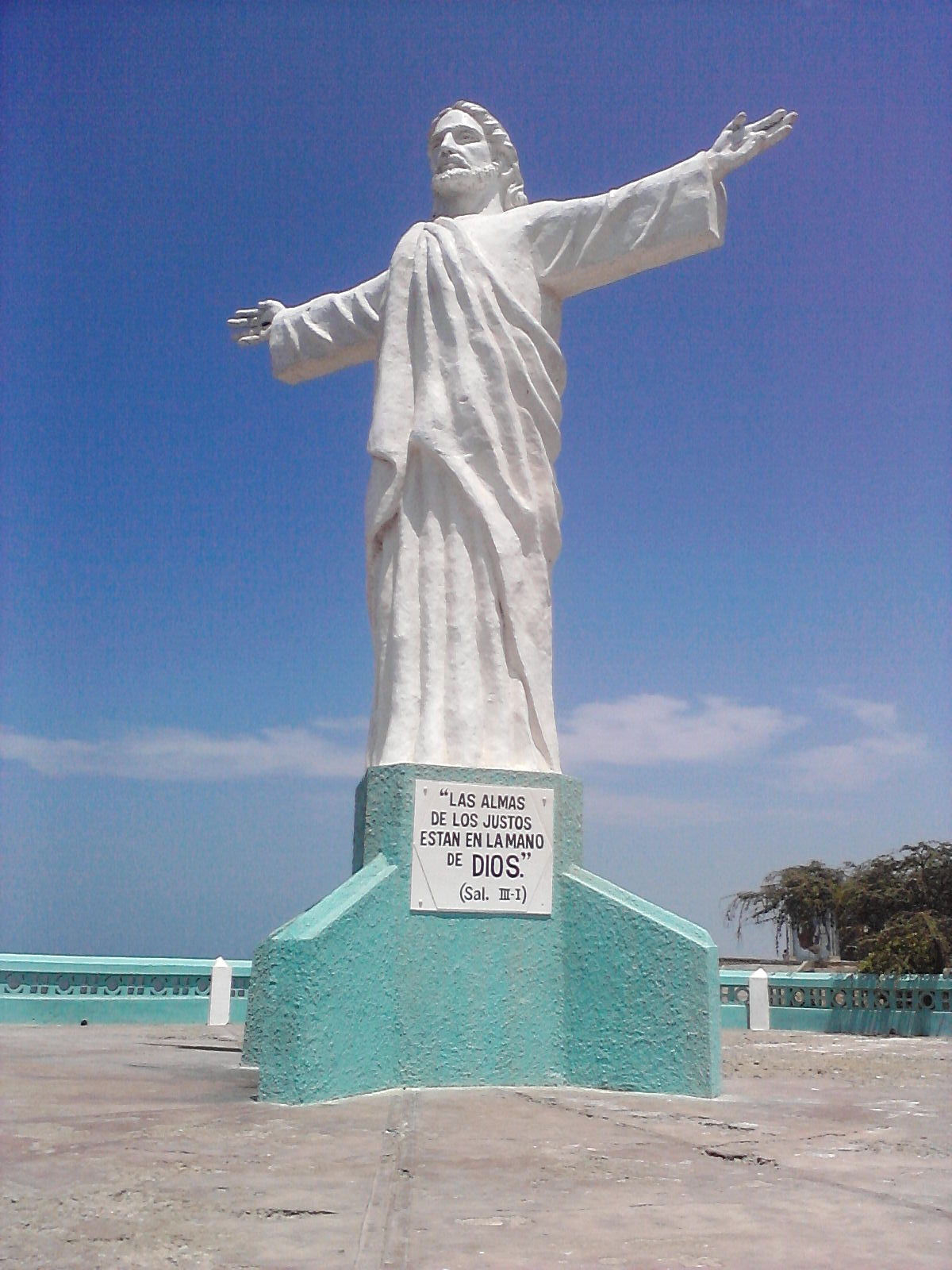
Mirador de Cristo Pacasmayo

## Transporte
Pacasmayo cuenta con un aeródromo que permitirá la formación de pilotos así como la evacuación de enfermos, heridos y apoyo en caso de desastres. Tiene una pista de aterrizaje de 1000 m de longitud por 18 m de ancho y cuenta con hangares. Fue autorizada por la Dirección General de Aeronáutica Civil (DGAC) mediante la  Resolución Directoral 253-2021-MTC/12 en la categoría 1, para aeronaves ligeras.